# Nevado de Toluca
El Nevado de Toluca, aunque aún referido como Xinantécatl (Hombre desnudo), es un volcán mexicano ubicado en Estado de México, en el Valle de Toluca. Se localiza a 22 km al suroeste de la capital estatal, Toluca de Lerdo.
El arqueólogo Arturo Montero García, quien realizó un proyecto de arqueología subacuática de los lagos del cráter, encontró diversos asentamientos prehispánicos en la zona, explica que, en el Códice Xólotl, hay una pictografía de la época (1542-1546 d. C.) donde se expresa al Nevado de Toluca como un cerro con nueve puntos denominado Chicnauhtécatl.
El volcán presenta actividad sísmica y se encuentra dentro de la lista de volcanes activos de México.

## Toponimia
La toponímica del Nevado de Toluca ha generado acaloradas discusiones, se le conoce tradicionalmente como Xinantécatl, nombre de raíz náhuatl, pero Xinantécatl no es de uso común como Popocatépetl. Aparece por primera vez en publicaciones de 1854, fue una voz que nació y se difundió en una época en que empezaba a ponerse en boga el rescate, e incluso la siembra de topónimos nahuas. Casi nadie entendió el toponímico, y hubo que idearle significados tan extravagantes como “Hombre 
Desnudo”. Romero Quiroz, concluyó que se trató de una derivación de ecatl, gentilicio correspondiente al pueblo cercano de Zinacantepec, el Cerro del Murciélago. En testimonios disponibles de la época colonial temprana que se apoyan en evidencias prehispánicas solo aparece el nombre de Chicnauhtécatl o la variante Chicnahuitécatl. La voz Chicnauhtécatl está respaldada por dos fuentes muy confiables: la Relación de Temascaltepec, de 1585, y la obra de Fernando de Alva Ixtlilxóchitl de 1625. La primera dice, a mayor abundamiento, que Chicnauhtécatl significa “Nueve Cerros”, el nombre se asocia estrechamente al de Chicnahuapan, “Nueve Aguas” o “Nueve Manantiales”, topónimo náhuatl de las fuentes del río Lerma, de modo que hay un referente común en ambos. La evidencia es inequívoca en cuanto que el Nevado de Toluca se identificaba como Chicnauhtécatl y esta voz, es la más próxima que conocemos a lo que probablemente fue el topónimo náhuatl prehispánico del Nevado de Toluca. En matlatzinca: Nro’maani Nechhútatá, ‘Casa del Dios de las Aguas’. En otomí: Tastobo, ‘Montaña Blanca’, de tasi, ‘blanco’, y tobo, ‘montaña’.
Chiknautekatl: chiknaui, ‘nueve’; tekatl, se refiere a decir ‘señor’: ‘señor de los 9’ o ‘el señor noveno’.
Chiknauapa: chiknaui ‘nueve’; a o atl  ‘agua’; pa o ipan ‘en’ o ‘sobre de’,
‘sobre o en las nueve aguas’.
Xinantekatl: xi proviene de xijtli, para algunas variantes del náhuatl se refiere a ‘anciano’ o ‘viejo’, relacionado con la edad; diferente a ueue, ya que este último es cuando se ha tenido experiencia con cargos de autoridad comunitaria, en esos tiempos, se les llamaba ueues a los que cumplieron con el rango más alto de autoridad, lo cual les da experiencia; por eso ueue, también se reconocen como sabios. Xijtli, entonces, es como decir ‘señor grande’. Así como adjetivo aplica en xijkuauitl, ‘árbol viejo’; xijpitso, ‘cerdo viejo’, pero por edad.
Nan proviene de nantli, ‘madre’. tekatl es ‘señor’, ‘jefe’; por lo tanto xujtli-nantli-tekatl, interpretado de derecha a izquierda, es ‘señora o jefa-madre-grande’, así como ‘la gran señora grande’ ‘gran señora grande’. 
Los hñahñu (otomíes) de la región de Lerma, tienen una leyenda donde el venado macho que habita en un cerro cercano a Xochikuautla, en él, se hacen ritos y ofrendas; y el venado hembra vive en el Nevado de Toluca. Los jñatrjo (mazahuas) de la región de Jocotitlán, tienen la leyenda del Nguémore, donde el joven vive en el lado norte del valle, y éste es el llamado Cerro de Jocotitlán, y en el sur vive la doncella, se refiere al Xinantekatl. Los nahuas del sur (San Mateo Almomoloa, Potrero de San José, San Miguel Oxtotilpan) hacen una peregrinación al volcán, hoy se unen otros poblados no precisamente nahuas (Santa Ana, La Comunidad, Albarranes) todos pertenecientes al municipio de Temascaltepec. Este ritual inicia regularmente desde San Mateo, la mayoría se concentra en la iglesia para partir a la peregrinación y algunos se unen en el trayecto. El primer día llegan por el lado poniente del volcán donde descansan, durante el trayecto hacen seis descansos, al partir en cada uno de ellos, se inicia el camino haciendo diferentes rezos y cánticos que son practicados en diferentes momentos en las iglesias católicas. En el segundo día, a las cuatro de la mañana se inician los rezos y la purificación con copal, al amanecer se inicia el camino para encumbrar como alas once de la mañana, al llegar a la cima, por el lado norte, se detienen para hacer rezos y encienden cohetones que, en lugar de subir, bajan hacia la laguna del Sol, poco a poco van bajando el volumen de los rezos y, todos sentados, miran hacia la laguna, pronto quedan en absoluto silencio y empiezan a ver espectros sobre el agua, cada peregrino ve cosas diferentes, regularmente relacionados con los trabajos del campo (tierra arada, milpas tiernas moviéndose, trigal en maduración, mazorcas, zacate, maíz y frijol desgranado, tortillas, etc. Nadie comenta al momento, esto se hace al llegar y se comenta primero con la familia nuclear, después se corren los comentarios. Esto tiene una explicación física dado que el estruendo rompe el eco del cráter y éste, rebota en la superficie del agua provocando pequeñas olas, la imágenes, ya son de otro contexto; al mediodía llegan a la laguna de la luna del lado oriente del cráter, en la orilla (playita) los peregrinos en forma de juego, trabajan la tierra con arados de madera como de juguete, hechos y cortados en el último descanso y último abastecimiento de agua, el rol de patrón o dueño de los predios trabajados, es el que hace la promesa de ir al Santo Santuario como le llama ellos. Aquí se escuchan todo tipo de comentarios como: órale pasa el pulque, no eches la basura a mi surco, ya hace hambre a ver a que hora el taco patrón, los de adelante van dejando mazorca en la cosecha, etc, tarda como una hora, al terminar el patrón los llama al descanso y significando el pulque, refresco o agua, beben de algún recipiente agua extraído de la laguna de la luna y ahí: Pasa la jícara, acá esta la botella, no le soples tanto que no esta caliente, entre otros comentarios, se forman y simbolizan el pago entregándoles piedritas del lugar y nuevamente, entre supuestos trabajadores, págame lo que te presté antier, adelánteme algo para irle a ayudar, tendré un gastito présteme algo, etc., de ahí, parten a la laguna del Sol, ahí se hace el rito, entre rezos y oraciones, todos hincados en una fila alrededor del agua hasta donde lleguen, las flores que llevan desde la casa y las que reciben en el camino, cada peregrino las desmenuza y las deposita con mucha ternura sobre el agua como algo delicado, todos levantan su sahumerio y mirando hacia el centro de la laguna, repiten la petición que hace el de la promesa. 
Tex kakitika nika, taanti mu piltu, suatunli ua bargó, nika ti mis makatika seto xuchi, yea ka tu yulo, ka tu teki ua laxka, xi uala ka tea pa tu cha, kampa tea tex makatika tu tuna, am tex kaua sa tea, tex maka mu ali ijki ke tu nana, ijki tex makilia tu tuna pa tu jlal, tla amu tia ka tea uajka tea ti mikitika, tea tex lasujla, taanti mu kune, yiki xuala ka tea, nepa tu cha, nepa tu jlal...
‘Escúchanos aquí, nosotros tus hijos, mujeres y niños, aquí te damos una nuestra flor, ella con nuestro corazón, con nuestro trabajo y tortilla, ven con nosotros a nuestro hogar, donde tú nos diste nuestra vida, no nos dejes solo nosotros (no nos abandones), danos tu agua como nuestra madre, así como nos diste nuestra vida en nuestra tierra, si no vas con nosotros entonces moriremos, tu nos amas, nosotros tus hijos, por eso ven con nosotros, allá a nuestro hogar, allá a nuestra tierra...’
Después quien los dirige, pide a todos que desde su corazón pidan ofreciendo, viene un silencio mientras las olas se llevan las flores hacia el centro de la laguna; aquí es claro que simboliza una madre, o sea, mujer como los jñatrjo y hñajñu.
En algunos poblados del lado sur del volcán, se escucha decir: te presento a mi gran señora madre, a mi gran señora padre; esto replica en un contexto social, algo que es histórico.
En resumen, Xinantekatl dista de ser señor desnudo, primero porque en náhuatl decir desnudo es xolotl, en alguna variante kuitlapepestik, pepestik o petsikijtik, cuyas raíces son: de xolotl es xolo, kuitlapepes, pepes o petsijki; entonces sería xolotekatl, kuitapepestekatl, pepestekatl o petsijkitekatl para decir ‘hombre desnudo’, difieren mucho porque se pierde la raíz nan de nantli.

## Descripción
Alcanza una elevación de 4680 m s. n. m., por lo que es la cuarta formación más alta de México y forma parte de la Cordillera Neovolcánica Transversal y del Cinturón de Fuego del Pacífico. Por el este se une a la Sierra de Tenango, por el noroeste a los montes de la Gavia, por el oeste a la Sierra de Temascaltepec y por el suroeste a la Sierra del Hospital. Pertenece al parque nacional de los Venados y al parque nacional Nevado de Toluca, que comprende todo el Valle de Toluca y el de Tenango, así como los municipios de Zinacantepec, Calimaya, Tenancingo, Toluca, Tenango del Valle, Villa Guerrero, Coatepec Harinas y Temascaltepec. El volcán esta activo sísmicamente. Su suelo está compuesto de calcio, fósforo, hierro, silicio, zinc, potasio, carbono, sulfato y polvorín de las montañas o estroncio.
Durante el Pleistoceno tardío tuvo tres erupciones plinianas de magma dacítico y andesítico.

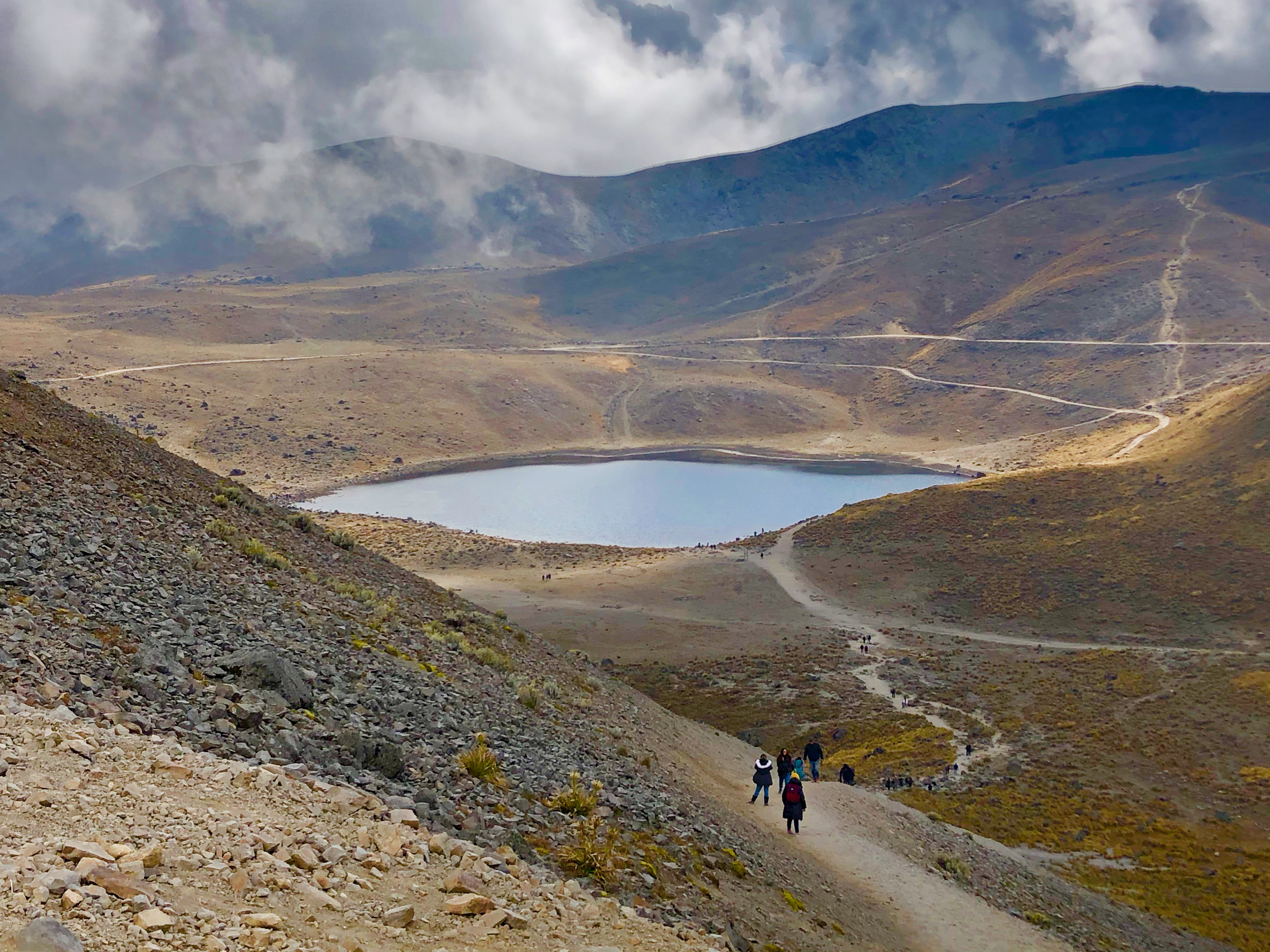
Lago de la Luna Volcán Xinantécatl (Nevado de Toluca)

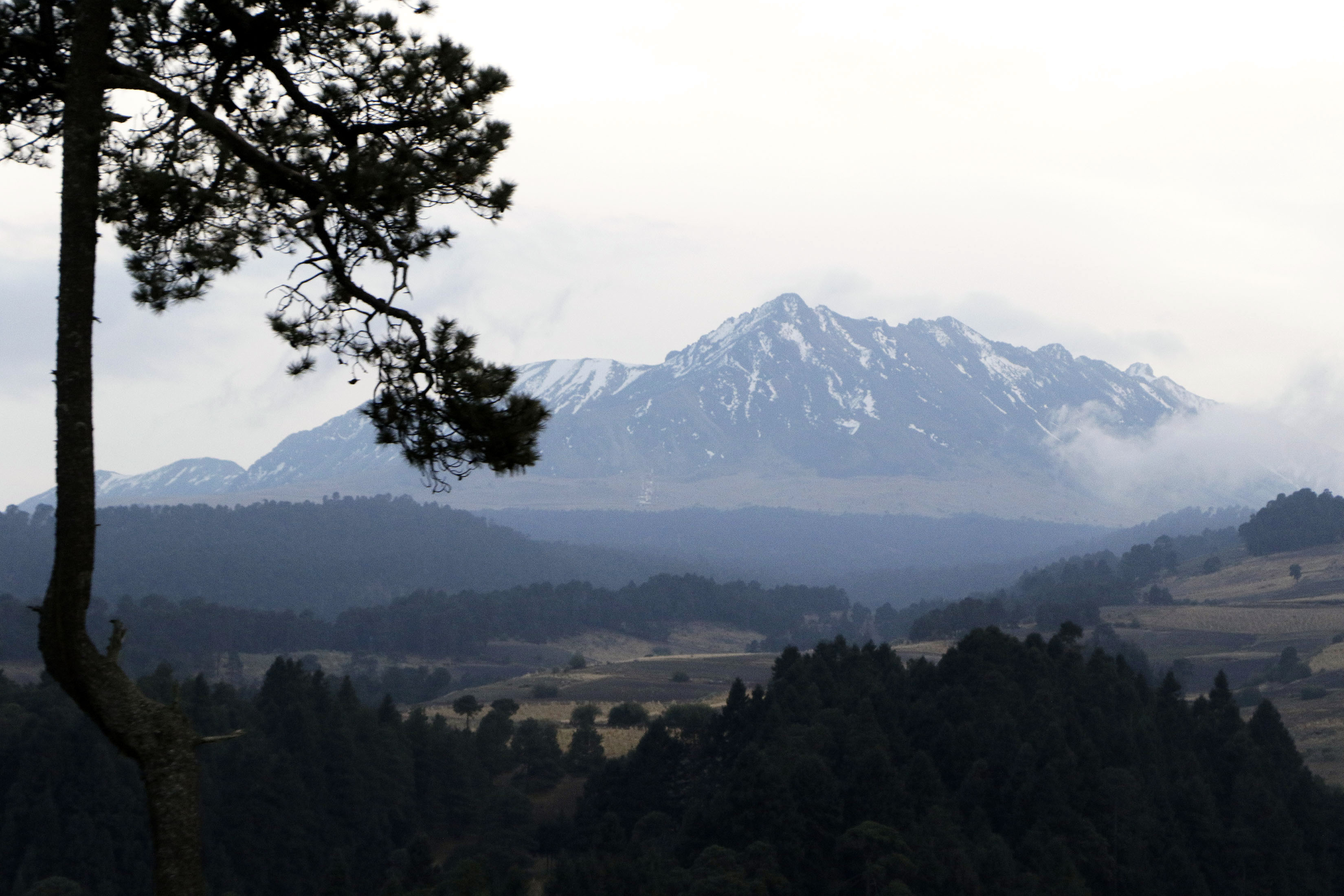
Vista del Nevado desde las faldas en invierno.

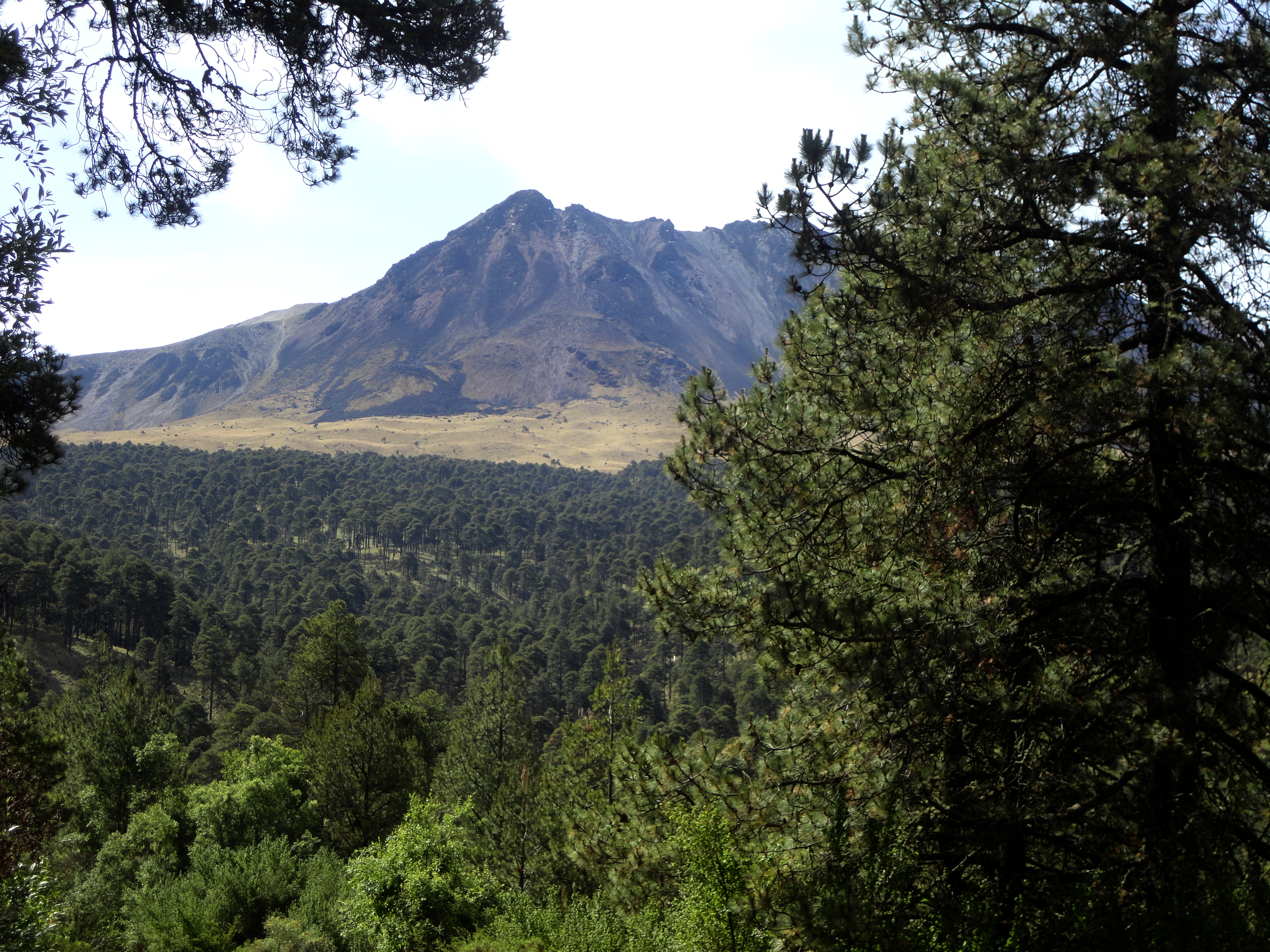
Vista del Nevado desde las faldas.

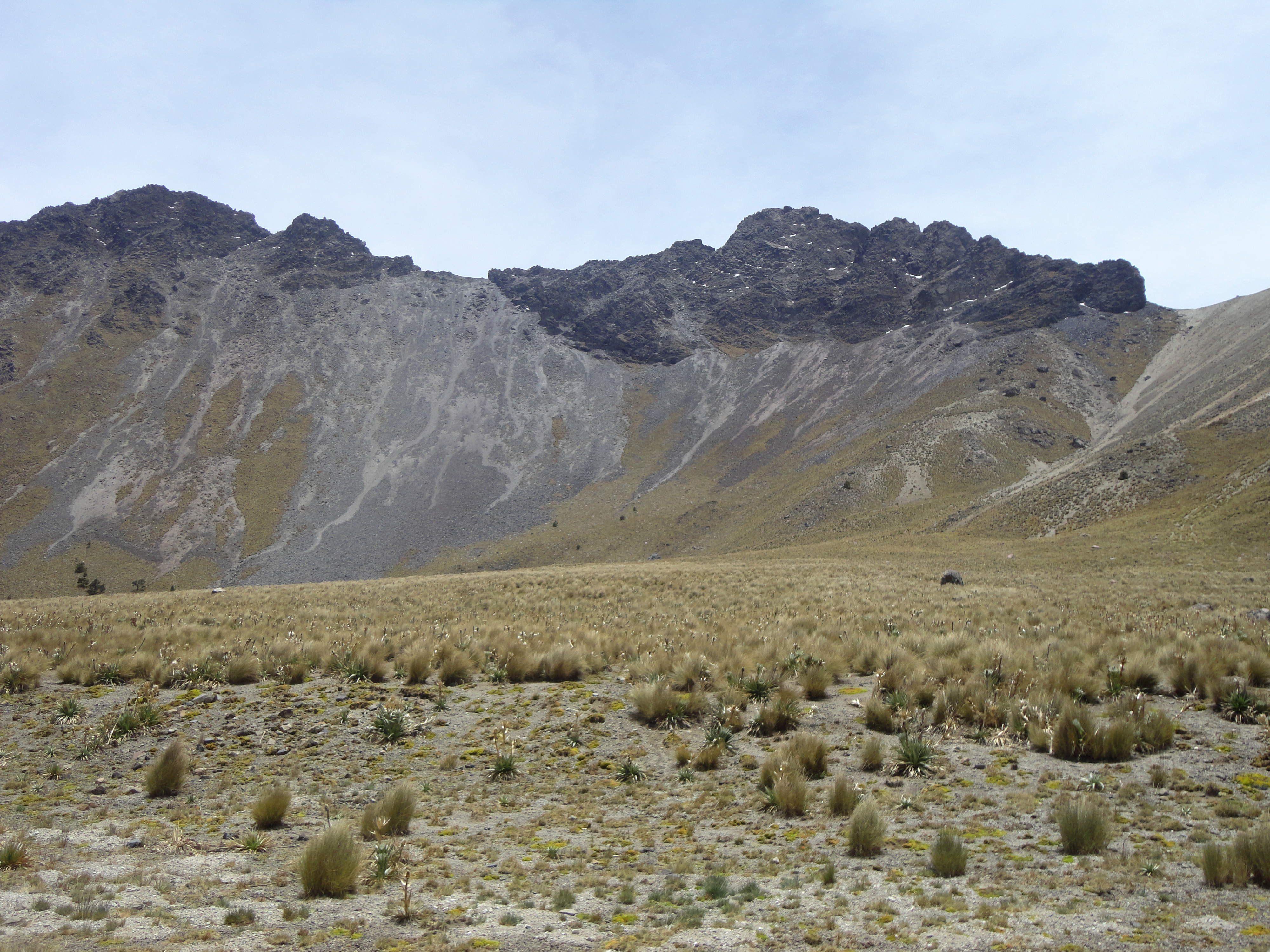
Interior del cráter.

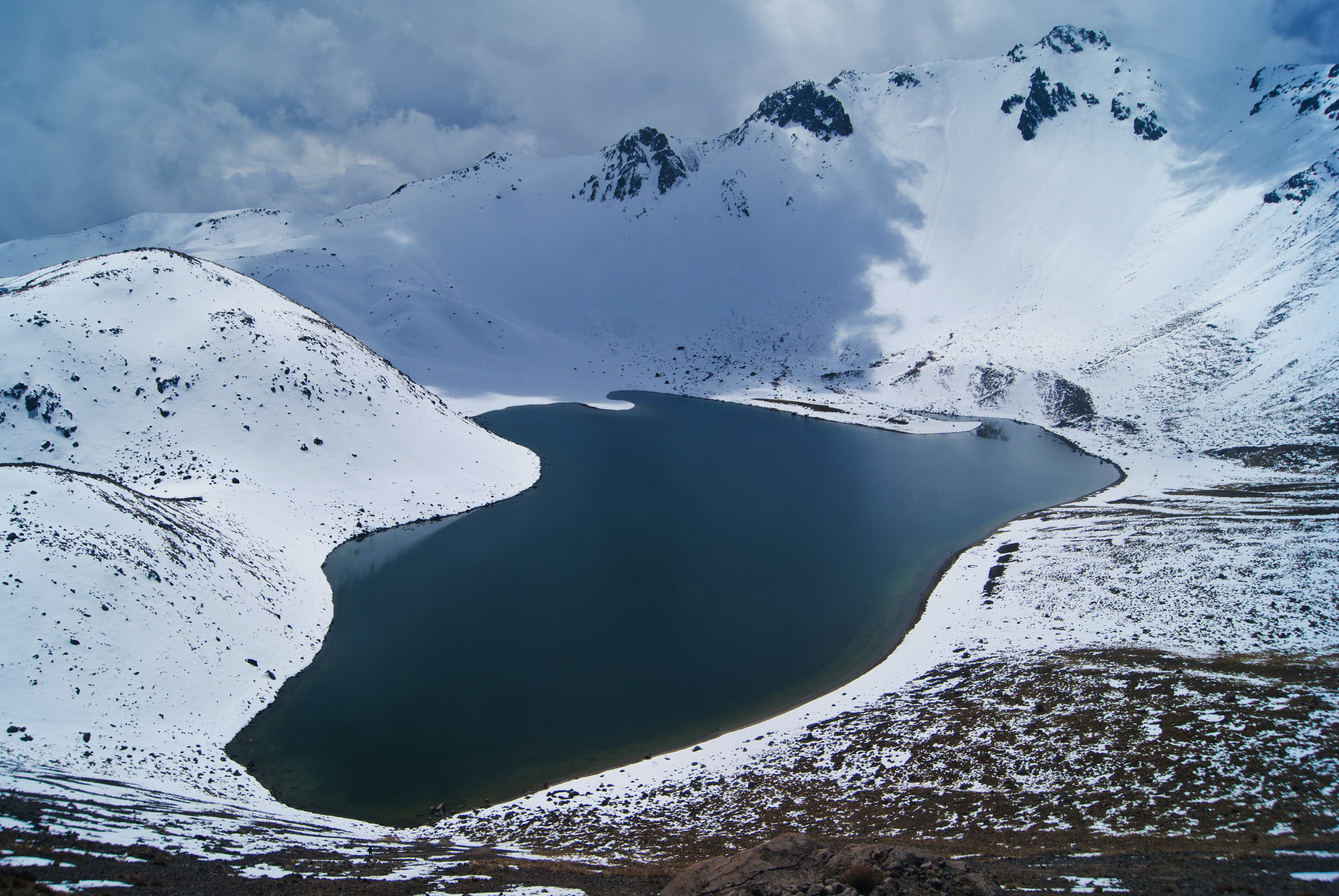
Nevado de Toluca durante el invierno.

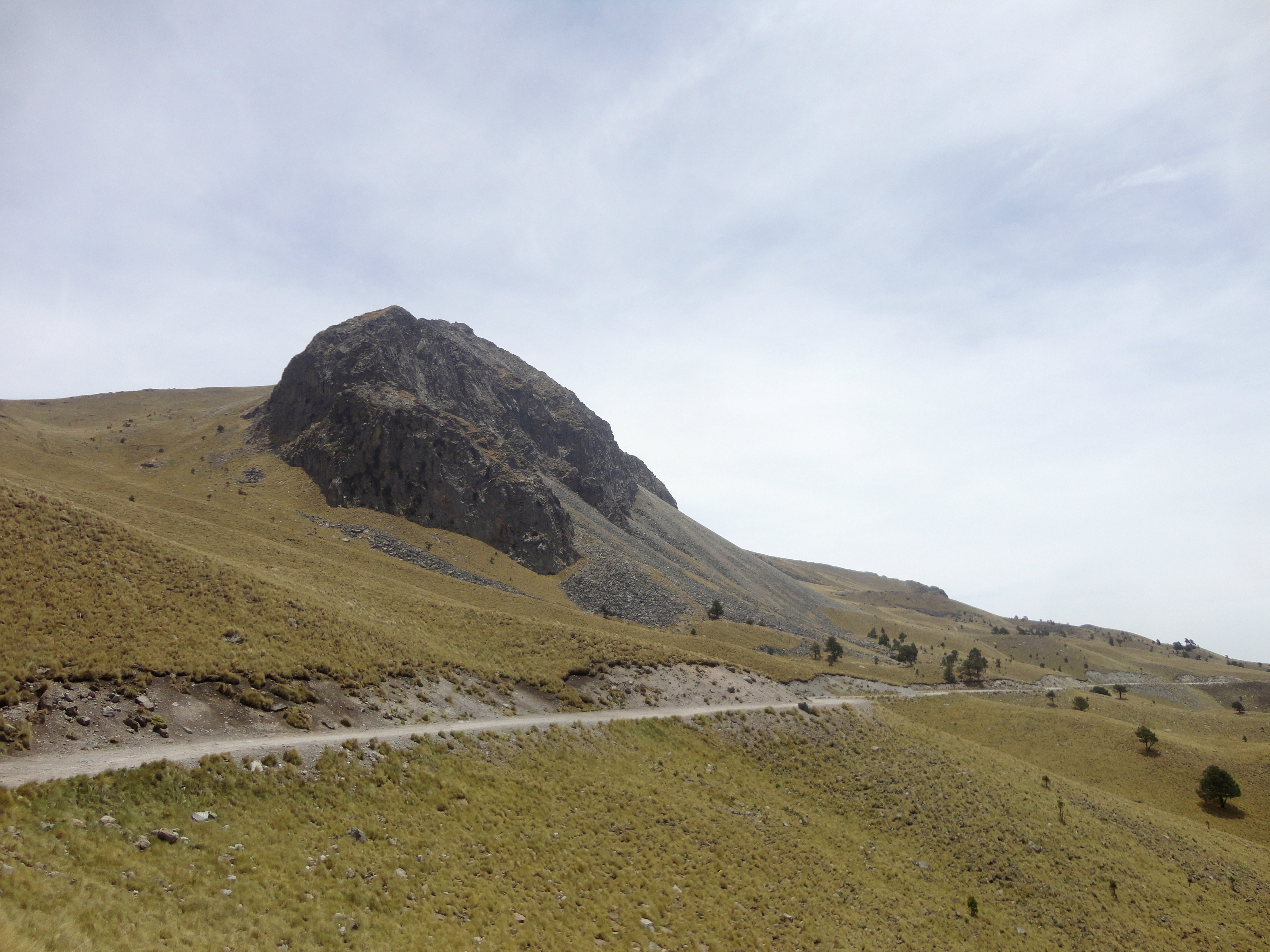
Zacatonal.

La temperatura media anual es de -4 °C a 12 °C. En las faldas del volcán el clima es templado y muy lluvioso en verano, fresco y muy frío en invierno; en la cumbre, fresco y frío en verano, polar de alta montaña en invierno o cuando está nevado. Su vertiente meridional desciende hacia la depresión del Balsas, mientras que la ladera septentrional enlaza con el valle de Toluca, la ladera sur con el valle de Tenango, la ladera norte con el municipio de Zinacantepec y la ladera occidental con el valle de Temascaltepec. A los 4100 m. de altura se desarrollan bosques de encinas y coníferas, grimos, helechos y arbustos; a mayor altura solo crecen las gramíneas, pastos, musgos y algas. La fauna se compone, de zarigüeyas, venados cola blanca, conejos teporingos, conejos de las nieves, coyotes, mapaches, ardillas, chinchillas, halcones, águilas reales, lagartos serranos y cucos, así como ganado bovino, porcino, equino y ovino. También pueden encontrarse truchas arco iris, suchos o truchas blancas, mayús, huachis y lamos.
El cráter tiene forma elíptica y el fondo está ocupado por dos lagunas de agua potable separadas por una corriente o bóveda de lava: la laguna del Sol y la de la Luna. Ambos cuerpos de agua se conectan mediante filtración, ya que ocupan el espacio de las chimeneas del volcán. Presenta varios picos y laderas, entre los que destacan el Pico del Fraile (cima), el Pico del Águila (cima secundaria, apenas 20 metros más baja que el del Fraile), la Oruga o Brazo, el Águila y el Escorpión (laderas), el Paso del Quetzal, el Pico Humboldt, el Cerro Mamelón (también llamado el Ombligo) y el Cerro Prieto o Negro adosado al exterior del cráter, así como una cruz, colocada por los españoles, donde se sospecha que los matlatzincas realizaban sacrificios.

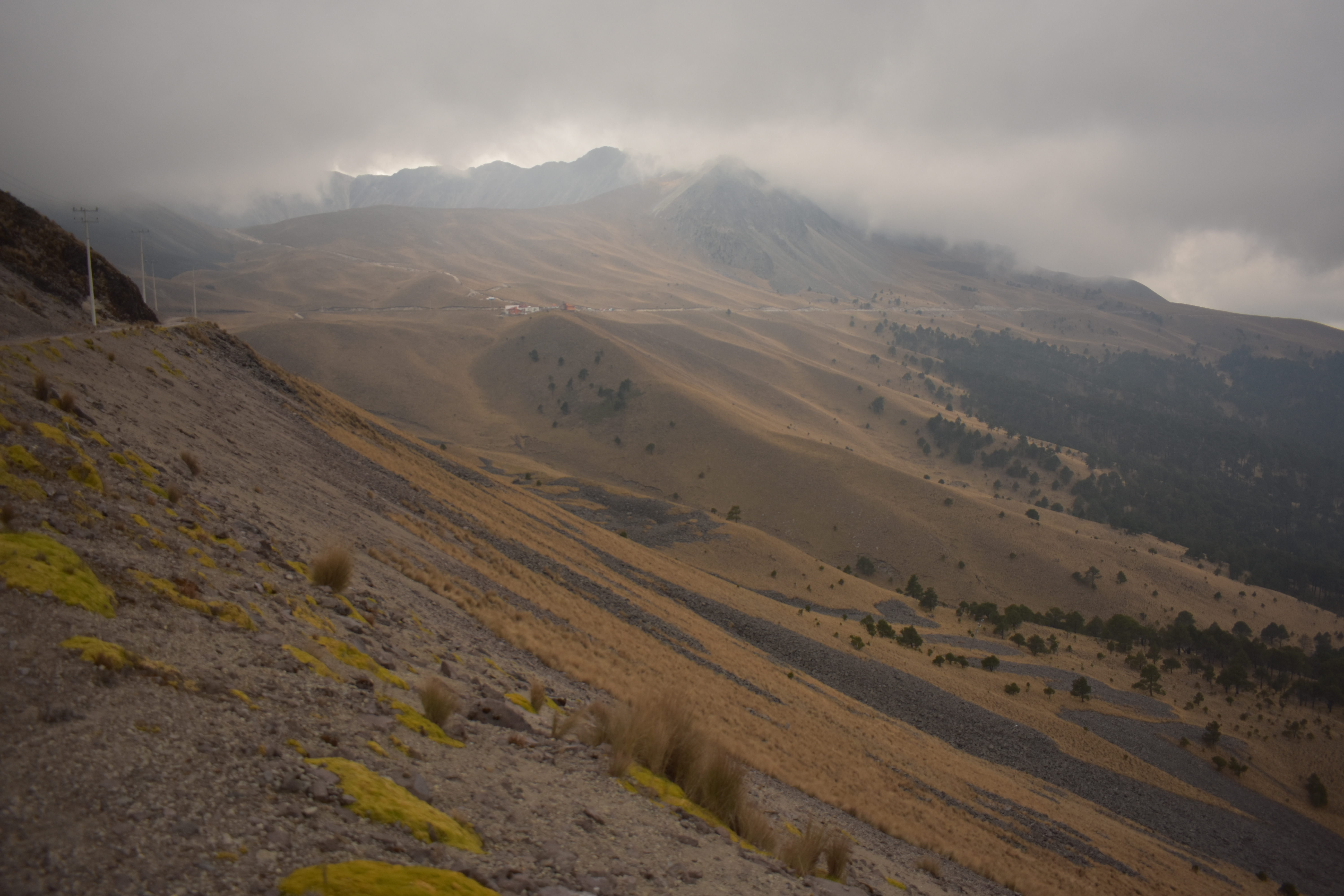
Sendero hacia el Volcán.

Actualmente no se puede acceder al cráter en auto, solo hasta "la pluma"; esto debido al mal comportamiento de visitantes irrespetuosos que dejaban basura. A la pluma se llega por un camino de terracería desde la parte baja del volcán; por desgracia, el tremendo flujo de visitantes inconscientes, descuidados y mal equipados degrada mucho el delicado ecosistema de la montaña, además de provocar accidentes menores como torceduras de tobillos, y graves como roturas de rodillas. El trayecto bastante sinuoso se cubre en aproximadamente 40 minutos, pasando primero por una caseta donde se paga el boleto de acceso, casi al pie del volcán perteneciente al parque nacional de Los Venados, y después por la del parque nacional Nevado de Toluca, ubicada a unos 6 km del cráter y que da acceso al mismo. Se recomienda extrema precaución en este último tramo tanto en el ascenso como en el descenso, ya que la altura, la gran cantidad de curvas y la estrechez del camino en algunos sectores lo pueden volver peligroso. Estos 6 km se pueden recorrer en bicicleta de montaña o cargar la bicicleta para hacer un recorrido de cerca de un kilómetro por veredas pedregosas, pero dado que es ascenso muchos ciclistas lo prefieren aunque al regreso bajan por el camino de 6 km. 
Mucho más recompensante que el trayecto en auto es la aproximación a pie desde la caseta de Los Venados; consume alrededor de una hora por senderos entre el bosque, hasta llegar a los farallones suroeste del volcán, cerca de una estación repetidora de microondas, desde donde se puede girar: a la izquierda para acceder al cráter por la ruta normal para turistas, bajar a las lagunas y subir por los arenales a la cima; a la derecha para atacar el Pico del Fraile de lado y por una vertiente arenosa entre las dos cimas (siete-ocho horas ida y vuelta desde la estación de microondas); o enfrentarse directamente a la imponente mole de arena y piedra suelta del Pico del Águila (cinco horas). Estas dos últimas rutas requieren de una excelente condición física y de piolet y crampones si está nevado; los bastones telescópicos también resultan muy útiles. Como curiosidad, se desconoce la razón por la que en el Pico del Águila la caída de rayos es más frecuente que en el resto de la montaña, pero debido a esto y gracias a la composición vítrea de las rocas de esta cima, se encuentran allí muchas fulgoritas de color verdoso. El Pico del Águila tuvo por años en su parte más alta una cruz metálica de tres metros de altura, derribada por circunstancias desconocidas en marzo de 2010 y que ahora reposa unos diez metros más abajo en el exterior del cráter, que quizá fungía inadvertidamente como pararrayos. Existen infinidad de recorridos alternos dependiendo del grupo, el tiempo disponible, la experiencia y el equipo que se lleve consigo, como la exigente travesía de todo el borde del cráter (ocho-nueve horas a buen paso y de dos a cuatro horas corriendo, sin tomar en cuenta la aproximación). Para el descenso uno puede deshacer la ruta o deslizarse por pendientes adyacentes; en última instancia, siempre puede emprenderse la retirada descendiendo al fondo del cráter y escapando por el camino de terracería. Desde las cimas y laderas pueden apreciarse los volcanes Iztaccíhuatl y Popocatépetl, y a lo lejos, si hay buen tiempo y cielo despejado, la Malinche y el Citlaltépetl por el oriente. Al oeste se aprecian el valle del Matlazinco y el Volcán de Colima. Es notoria la gran cantidad de contaminación que puede verse suspendida sobre el valle de Toluca, así como la formación de nubes y su cobertura.
El nevado de Toluca, un ambiente natural que identifica a la capital mexiquense, es uno de los espacios donde propios y ajenos disfrutan de un aire fresco, de una experiencia única e inolvidable. Además de ser una geoforma de belleza inigualable, es el marco perfecto para realizar actividades familiares, principalmente en la época navideña cuando el volcán está cubierto de nieve, tales como la construcción de muñecos de nieve, los cuales posteriormente se colocan en los toldos y cofres de los vehículos, para así mostrar el ánimo de felicidad y festejo en esta época del año. Cabe mencionar que esta actividad se hace más común con el tiempo, y ahora personas de municipios y estados aledaños han participado en ella.
Como podemos ver, el Nevado es el símbolo de la ciudad de Toluca, la más alta de Norteamérica y cuyo clima hace honor a este dato.

## Cambio de estatus ambiental del Nevado de Toluca para mejor explotación  y aprovechamiento
Luego de que por 77 años la zona del volcán estuviera protegida por el decreto otorgado por el entonces presidente Lázaro Cárdenas, el pasado 1 de octubre de 2013 Enrique Peña le quitó el estatus de parque nacional al Nevado de Toluca, por lo que la mayoría de los terrenos de las faldas del volcán podrán ser explotados para actividades de desarrollo económico y sustentable.
El nuevo decreto presidencial, emitido por Enrique Peña Nieto y la Secretaría del Medio Ambiente y Recursos Naturales (SEMARNAT) en el Diario Oficial de la Federación, transforma las disposiciones por las cuales fue declarado parque nacional, en el año de 1936.
Esto significa que cerca de 96% de la superficie del Xinantécatl podrá ser utilizada por los habitantes, el sector privado y público para que de forma legal, se realicen actividades como la extracción de especies forestales, el aprovechamiento extractivo de vida silvestre y actividades agrícolas, pecuarias, pesqueras y acuícolas, además de la construcción y mantenimiento de infraestructura pública o privada.
El resto del área montañosa, que equivale a cerca de mil 941 hectáreas, son las que estarán destinadas para la conservación original y donde queda prohibido arrojar desechos orgánicos, residuos sólidos o líquidos; rellenar, desecar o modificar los cauces naturales de los ríos y arroyos; introducir ejemplares o poblaciones exóticas de la vida silvestre; acosar, molestar o dañar de cualquier forma a las especies silvestres, y ampliar la frontera agropecuaria mediante la remoción permanente de vegetación natural, entre otras.
A pesar de que estas actividades se realizan de forma clandestina, expertos afirman que esto ha provocado la pérdida total de 14 hectáreas, entre manantiales y ejemplares de flora y fauna, ya que más de 10 mil personas, de 11 municipios, que habitan desde hace varios años en ese lugar. 
Un estudio de 2022 muestra que desde la recategorización de 2013 la deforestación de los bosques ha aumentado significativamente. Siendo esto lo que se quería evitar, se sugiere clasificar el bosque en una categoría más restrictiva, como puede ser Reserva de la Biósfera.